# Кубиста, Станислав
Станислав Кубиста  (пол. Stanisław Kubista, SVD, 27 сентября 1898, Kostuchna, Катовице — 26 апреля 1940, Заксенхаузен, Бранденбург) — блаженный Римско-католической церкви, священник из монашеского ордена вербистов, мученик, польский писатель. Входит в число 108 блаженных польских мучеников, беатифицированных Римским папой Иоанном Павлом II во время его посещения Варшавы 13 июня 1999 года.

## Биография
Во время Первой мировой войны Станислав Кубиста с 1917—1919 годах участвовал в битвах на французском фронте. После возвращения с войны вступил в новициат монашеского ордена вербистов в городе Мёдлинг, Австрия. 29 сентября 1926 года принял монашеские обеты. 26 мая 1927 года Станислав Кубиста был рукоположен в священника. С осени 1928 года жил в монастыре вербистов в селении Гурна Группа. В своей пастырской деятельности исполнял обязанности наставника послушников и исповедника, одновременно работая учителем в местной гимназии.
После начала Второй мировой войны 10 октября 1939 года был арестован Гестапо. 5 февраля 1940 года был направлен в тюрьму Новый Порт, Гданьск, после чего 9 апреля 1940 года его переправили в концентрационный лагерь Заксенхаузен, где погиб 26 апреля 1940 года. 
Его концентрационный номер — 21154.

## Сочинения

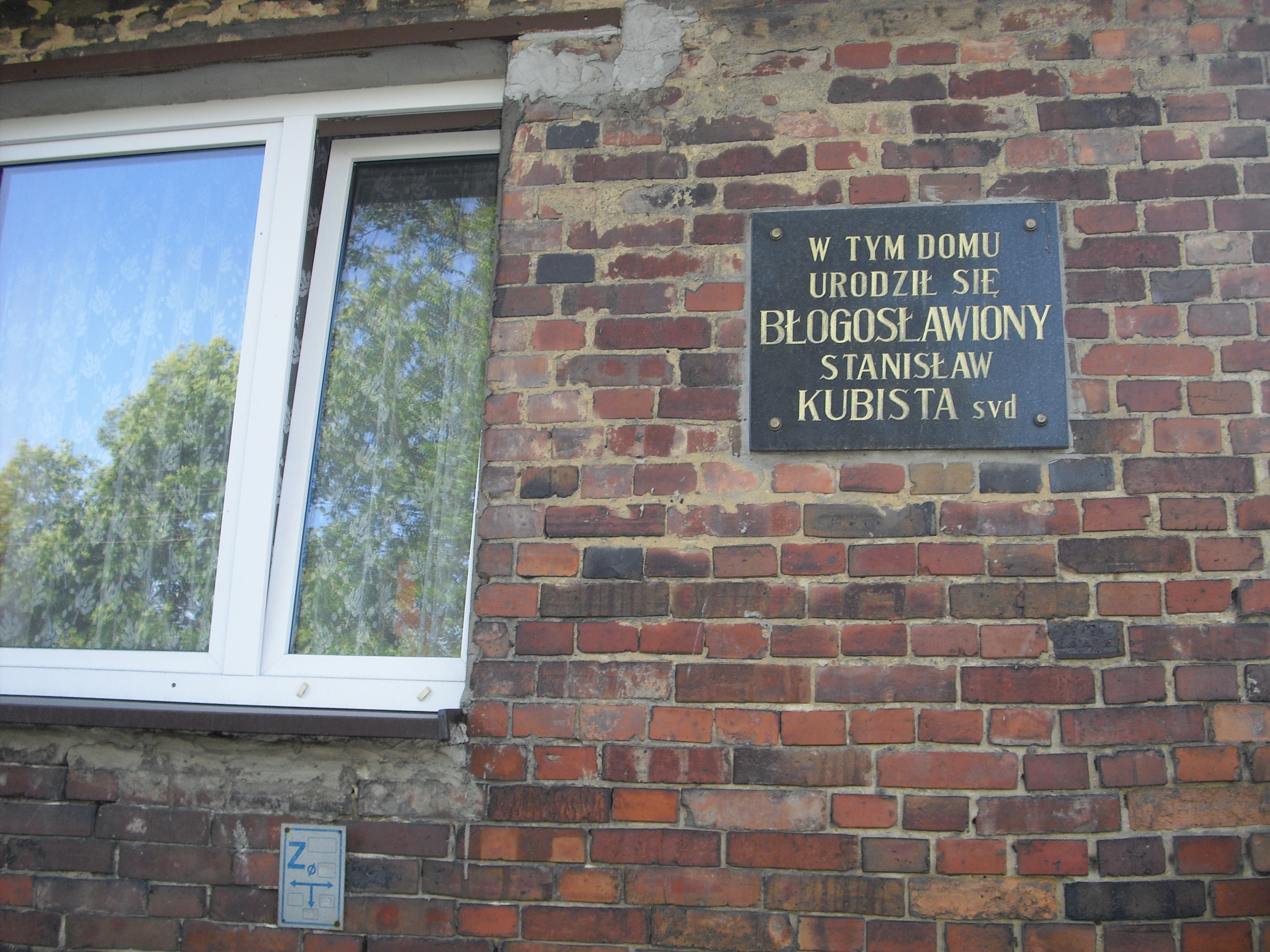
Памятная табличка на доме, где жил бл. Станислав Кубиста, Катовице, Польша.

Станислав Кубиста публиковал различные работы в польской католической периодической печати, написал драму «Крест и солнце», вышедшее в издательстве «Księgarnia Św. Wojciecha».
Станислав Кубский написал следующие повести:
- «Королева Матамбы»;
- «Бригида»;
- «Во тьме и свете»

## Прославление
13 июня 1999 года был беатифицирован Римским папой Иоанном Павлом II вместе с другими польскими мучениками Второй мировой войны.
День памяти — 12 июня.

## Источник
- Stanisław Brzeżański: Błogosławiony ojciec Stanisław Kubista. Włocławek: Wydaw. Duszpasterstwo Rolników, 2001. ISBN 83-88921-06-1